# 高旗正人
高旗 正人（たかはた まさと、1937年8月14日 - ）は、日本の教育社会学者、岡山大学名誉教授。専攻は教育社会学・教育方法学。

## 略歴
岡山県倉敷市生まれ。1960年岡山大学教育学部卒業。1966年広島大学大学院教育学研究科博士課程満期退学、広島大学助手、1969年滋賀大学教育学部講師、1970年助教授、1977年教授、1985年岡山大学教育学部教授。1994年「T・パーソンズ規範論の教育社会学的研究 学級秩序の理論的考察」で教育学博士の学位を取得。2004年岡山大を定年退官、名誉教授、中国学園大学教授。2008年退職。2017年4月、瑞宝中綬章を受章。

## 著書
- 『自主協同学習論』明治図書出版 現代授業論双書 1978
- 『パーソンズの教育規範』アカデミア出版会 1996
- 『子どもと学校の理論 論集』ふくろう出版 2007
- 『授業の社会学と自主協同学習 分析と実践 論集』ふくろう出版 2011

### 共編著
- 『容認・支援による意欲づくり』編著 黎明書房 双書・個を生かす集団づくり 1977
- 『講座自主協同学習』編著 明治図書出版 1981
- 『全員参加の学級・学校行事づくりハンドブック』片岡徳雄共編著 黎明書房 1987
- 『人間発達の社会学』讃岐幸治,住岡英毅共編著 アカデミア出版会 1987
- 『学習指導』南本長穂共編著 ミネルヴァ書房 教職専門シリーズ 1992
- 『特別活動』倉田侃司共編著 ミネルヴァ書房 教職専門シリーズ 1994
- 『どの子にも居場所がある学級づくり 明るい学級づくり』編 明治図書出版 1995
- 『子どもの個性を開くストラテジー 実践講座 2(小学校編)』片岡徳雄共監修 押谷由夫,西英喜編著 黎明書房 1997
- 『子どもの個性を開くストラテジー 実践講座 3(中学校編)』片岡徳雄共監修 相原次男,南本長穂編著 黎明書房 1997
- 『教育実践の測定研究 授業づくり・学級づくりの評価』編著 東洋館出版社 1999
- 『学級経営重要用語300の基礎知識』編 明治図書出版 重要用語300の基礎知識 2000
- 『人間関係をつくる力を育てる』新潟県個集研共編著 黎明書房 「生きる力」を育てる教育の創造 2000
- 『子どもに学ぶ「生きる力」』岡山県個集研共編著 黎明書房 「生きる力」を育てる教育の創造 2001
- 『「生きる力」を育てる教育へのアプローチ』相原次男共編著 黎明書房 「生きる力」を育てる教育の創造 2002
- 『自立と共生の心を育てる小集団学習』熊本県個集研共編著 黎明書房 「生きる力」を育てる教育の創造 2002
- 『新しい特別活動指導論』倉田侃司共編著 ミネルヴァ書房 2004
- 『いま、子どもの放課後はどうなっているのか』深谷昌志,深谷和子共編 北大路書房 2006
- 『ユビキタス社会の中での子どもの成長 ケータイ時代を生きる子どもたち』深谷昌志,深谷和子共編著 ハーベスト社 2010

## 論文
- Cinii